# Мэри и ведьмин цветок
«Мэри и ведьмин цветок» (яп. メアリと魔女の花 Мэари то мадзё но хана) — полнометражный анимационный фильм режиссёра Хиромасы Ёнэбаяси, выпущенный студией Studio Ponoc в 2017 году. Картина основана на сказке Мэри Стюарт «Маленькая метла». Автор сценария — Рико Сакагути, композитор — Такацугу Мурамацу.

## Сюжет
11-летняя Мэри, летом скучающая у двоюродной бабушки Шарлотты в деревне, обнаруживает в лесу редкий и цветущий лишь раз в семь лет цветок ночной полёт. Но цветок этот некогда был похищен из Страны ведьм, и с его помощью Мэри обретает способность летать на метле, которая уносит её в Эндор — школу ведьм — где директриса мадам Мамблчук принимает её за новую (и многообещающую) ученицу.
Однажды Тиб и Гиб, коты Питера, приводят Мэри к таинственным светящимся цветкам. Зеведей, садовник, опознаёт сорт цветов как «Ночной полёт»; легенда гласит, что цветок обладает ведьмовской магической силой. На следующий день Гиб исчезает, и Мэри идёт за Тибом, чтобы искать Гиба. Тиб приводит её к метле, торчащей из корней дерева. Мэри вытаскивает метлу, но случайно раздавливает на ней бутон цветка. Бутон высвобождает магическую силу в виде синего студенистого вещества, заставляя метлу ожить и Мэри теперь может летать на ней, как ведьма. «Маленькая метла» уносит Мэри и Тиба к комплексу зданий, скрытому в облаках, и известному как Эндор — школа для ведьм. Директриса мадам Мамблчук думает, что Мэри это новая ученица, а Тиб — её фамильяр, и ведёт её на экскурсию по школе. Во время обзорной экскурсии она показывает общежитие с современными технологиями и удобствами, в котором ведьмы проходят курсы магического искусства, а также изучают научные области, такие как химия. Во время обзора мадам знакомит Мэри с доктором Ди, школьным учителем химии. У Мэри получается творить сложные заклинания, такие как невидимость. Мадам и доктор Ди убеждены, что Мэри — гений среди ведьм из-за её колдовства, а также её рыжих волос, которые, оказывается, являются отличительной чертой среди лучших ведьм.
В кабинете мадам Мэри находит книгу заклинаний, скрытую за картиной, на которой изображены цветы «Ночного полёта». Мэри сознаётся, что её магические способности появились только из-за этого цветка, и Тиб на самом деле принадлежит Питеру. Отношение мадам к Мэри внезапно меняется с хорошего на плохое, но она позволяет Мэри вернуться домой. В эту ночь мадам посылает сообщение Мэри, сообщая ей, что она похитила Питера и требует, чтобы Мэри привезла ей ведьмины цветы. Мэри и Тиб берут цветок и быстро прилетают к Эндору, но мадам и доктор Ди заключают её в тюремную лабораторию преобразований доктора Ди. Мэри видит, что Питер заперт в лаборатории с ней, и обнаруживает, что доктор Ди экспериментировал с животными, превращая их в фантастических существ, и это он похитил Гиба для превращений. В книге заклинаний Мэри находит заклинание, которое может отменять всю магию, и она использует его, чтобы отменить все преобразования и выбраться из лаборатории. Они пытаются убежать на Маленькой метле, но мадам и доктор Ди ловят Питера.
Маленькая метла приносит Мэри в старый дом. Внутри дома Мэри находит заметки о заклинаниях трансформации и зеркало, через которое бабушка Шарлотта общается с ней. Шарлотта говорит, что этот дом был её предыдущим местом жительства, и что она была рыжеволосой ученицей, которая преуспела в Эндоре. Но однажды Шарлотта выследила мадам и доктора Ди, и узнала об их планах использовать ведьмин цветок в трансформации, чтобы превратить всех людей в ведьм. Когда один из их экспериментов потерпел неудачу, повлёкшую разрушительные последствия, Шарлотта решила сбежать из Эндора, взяв с собой цветы. Шарлотта просит Мэри использовать свой последний цветок, чтобы вернуться домой, но Мэри хочет спасти Питера. Мэри возвращается в Эндор и видит, что мадам и доктор Ди пытаются использовать цветок, чтобы превратить Питера в ведьму. В результате провального эксперимента Питера поместили в ловушку внутрь студенистого монстра, который разрастается, поглощая школьный городок. Мэри передаёт книгу заклинаний Питеру, и Питер использует её, чтобы отменить неудачный эксперимент, а также все исследования Мадам и доктора Ди.
В конце Мэри и Питер наконец возвращаются домой, и Мэри выкидывает свой последний цветок и говорит, что ей не нужна магия.

## В ролях
| Актёр           | Роль                                                                 |
| --------------- | -------------------------------------------------------------------- |
| Хана Сугисаки   | Мэри Смит 11-летняя девочка, невинна и часто любопытна               |
| Рюносукэ Камики | Питер 12-летний мальчик, который разносит газеты в деревне           |
| Юки Амами       | Мадам Мамблчук директор колледжа Эндор и злая волшебница             |
| Фумиё Кохината  | Доктор Ди преподаватель и безумный ученый в Эндоре                   |
| Хикари Мицусима | Красноволосая ведьма                                                 |
| Дзиро Сато      | Фланаган инструктор, который чинит метлу Мэри                        |
| Синобу Отакэ    | Шарлотта Смит двоюродная бабушка Мэри                                |
| Эри Ватанабэ    | Мисс Бэнкс экономка дома, в котором живёт Шарлотта                   |
| Кэнъити Эндо    | Зеведей садовник дома, который рассказывает Мэри секреты ночной мухи |
| Икуэ Отани      | Тиб кот Питера                                                       |
| Линн            | Гиб кот Питера                                                       |

## Примечание
1. ↑  ‘Mary and The Witch’s Flower’ Director and Producer on the Heritage of Studio Ghibli and the Birth of Studio Ponoc. Дата обращения: 8 сентября 2019. Архивировано 25 июля 2019 года.
2. ↑  Interview: The Producer and Director of Mary and The Witch's Flower. Дата обращения: 8 сентября 2019. Архивировано 2 июня 2019 года.
3. ↑  Мэри и ведьмин цветок (2017) Company Credits. Дата обращения: 8 сентября 2019. Архивировано 9 августа 2021 года.